# Polydor Records
Polydor Limited, cunoscută și ca Polydor Records, este o casă de discuri britanică, care face parte din Universal Music Group. Are legătură cu Interscope Geffen A&M, care distribuie materialele lansate de Polydor în Statele Unite. În schimb, Polyor distribuie albumele lansate de Interscope în Regatul Unit. Polydor Records Ltd. a fost înființată în 1954 la Londra ca subsidiară a companiei germane Deutsche Grammophon GmbH. A fost redenumită în 1972 în Polydor Ltd.
Printre artiștii pe care îi are sau i-a avut sub contract se numără Siouxsie and the Banshees, Slade, Bee Gees, The Jam, Cheryl Cole și Girls Aloud, The Saturdays, Take That, James Brown, Fickle Friends, The Fauves, Ellie Goulding, Duffy, James Blake, Snow Patrol, Elbow, Status Quo, Elton John, the 1975, Marie Osmond, Years & Years și muzicienii americani Lana Del Rey, Soraya, Haim, Keith O'Conner Murphy și Azealia Banks.

## Legături externe
- Polydor.co.uk Regatul Unit
- Polydor.de Germania Arhivat în 27 decembrie 2017, la Wayback Machine.
- Polydor la discogs.com